# 奈美子・有希子・小緒里のドキドキラジオ
奈美子・有希子・小緒里のドキドキラジオ（なみこ・ゆきこ・さおりのドキドキラジオ）は、1984年4月9日から1985年10月7日まで東海ラジオ放送の制作により放送されていたラジオ番組。

## 概要
当番組はサンミュージック枠のラジオ番組で、サンミュージック枠としては、当番組でエグゼクティブ・プロデューサーを務めた我妻忠義がニッポン放送の番組『ザ・パンチ・パンチ・パンチ』のような雰囲気の番組をと企画して製作され、毎日放送で放送されていた「サトミ・ヒトミ・ユキコの何かいいことないか仔猫ちゃん」（1983年10月16日 - 1984年3月9日　滝里美、川久保仁美、岡田有希子）に続くシリーズ第二弾の番組で、局を毎日放送から東海ラジオに移してスタートした。スタッフも前身番組「何かいいことないか仔猫ちゃん」から多くが続投。収録は東海ラジオ放送東京支社のスタジオで行っていた。
パーソナリティは『何かいいことないか仔猫ちゃん』からは岡田有希子のみ続投した他、新たに松本奈美子、青木小緒里が加入。奈美子・有希子・小緒里それぞれが進行するコーナーが設けられていた。なお、当番組のデモテープを製作する際には、『サトミ・ヒトミ・ユキコの何かいいことないか仔猫ちゃん』の台本を使って行われた。
当番組終了後も「サンミュージック枠」は引き続き「岡田有希子の夜遊びしナイト」（途中から岡谷章子、水谷麻里が加入し、再び3人体制になって「有希子・章子・麻里 夜遊びしナイト」）がスタートしてこの時からニッポン放送などでも放送が開始され、その後岡田が抜けた後も1986年4月からは岡谷、水谷に酒井法子が加入して「トキメキパジャマ MARI・NORI・AKIのドッキンタイム」が同じくニッポン放送・NRN系で放送されていた。
なお、2016年4月2日（岡田の没後30周年）から2019年夏まで同じ東海ラジオで、岡田の生前からのファンでもある医師の山口悟がマイクネーム「ドットーレ山口」でパーソナリティを務め、この番組と同じタイトルを掲げた持ち込み企画の深夜番組『ドットーレ山口のドキドキラジオ'84』が放送されていた。この番組はトリビュート番組として岡田有希子関連を中心に取り上げるプログラムであった。2019年秋からは80年代アイドルを採り上げる内容に変わっている。

### NYXクラブ
当番組のファンクラブの名前は「NYXクラブ」（ニュクスクラブ）と言う。番組スタートと同時に、「番組のファンクラブが欲しい」というリスナーの要望があり、これを受けて番組ファンクラブの結成が決まり、その名前をリスナーから募集。「ウッフン・ドキドキ・シスターズ」「ズルッコトリオ」「ボッキリコ・シスターズ」「ドキドキ三人娘」「サンミュージック・トリプル・シスターズ」等々正統派の物からウケ狙いの物まで集まった結果、北海道旭川市のリスナー案による「NYXクラブ」が採用された。このリスナーによるとその由来は、奈美子のN、有希子のY、そしてXは小緒里のSを転じさせたものであるとのことである。そして「ニューカス（ニュクス）とはギリシャ語で「夜」（Νύχτα）という意味で、ギリシア神話に登場する夜の女神。つまり三人も“夜の女神”」という意味付けが岐阜県各務原市のリスナーによって行われた。そして1984年10月からは、はがきを出せば誰でももらえたという会員証が製作された。その会員証には、はがきを出したリスナーの名前と会員番号、裏には三人のサインと特典、注意事項が記入されていた。

## パーソナリティ
- 松本奈美子（まつもと なみこ）
  - 1963年8月1日生まれ[9]。身長162cm（1984年当時）[9]。本名、根本真奈美[10]。当時、サンミュージックドラマ班に所属していたタレント[9]。3人の中で一番年上で、少しお姉さんという雰囲気を持ったリーダー的存在と位置付けられた[1]。
  - ドラマは当時、『明石貫平35才』『銭形平次』『必殺仕切人』『昨日、悲別で』『暴れん坊将軍II』などに出演、橋幸夫の舞台公演でも活動していた。当番組が始まる直前の1984年3月まで、TBSラジオ『橋幸夫のかけっぱなし30分』のアシスタントとしてレギュラー出演していた[1]。
  - 後、1986年頃からは松原 紫乃（まつばら しの）に改名して活動していた[11]。
- 岡田有希子（おかだ ゆきこ）
  - 詳細は当人の項目を参照。
- 青木小緒里（あおき さおり）
  - 1969年8月9日生まれ[9]。身長164cm（1984年当時）[9]。本名、同じ[12]。当時、サンミュージックタレントスクール研究生[9]。
  - 愛称は「ちゃお」[13]。当時、月曜ドラマランド『うっふんレポート』（1984年5月14日）などに出演し始めている[1]。後にアミューズに移籍して9人組ヴォーカルグループ『エンジェルス』のメンバーとして活動、エンジェルスでも「CHAO」の愛称を使用していた。

## 主なコーナー
小緒里の激怒ナンバーワン
- 青木小緒里が進行のコーナー。リスナーからの腹の立ったこと、頭に来たことのエピソードを紹介していた[2]。

有希子のルンルン・ナンバーワン
- 岡田有希子が進行のコーナー。リスナーの身の周りに怒ったうれしい、楽しい出来事の報告を紹介していた[2]。

奈美子の懺悔ナンバーワン
- 松本奈美子が進行のコーナー。リスナーが懺悔したいエピソードを紹介していた[2]。

奈美子のウワサのウワサ・ナンバーワン
- 「懺悔ナンバーワン」の後継コーナーで、進行は同じく松本奈美子。芸能レポーターらのスクープに負けないような、衝撃的な噂や情報を募集していた[14]。

## スタッフ
- エグゼクティブ・プロデューサー：我妻忠義（サンミュージック[注釈 2]）[3]。
- プロデューサー：杉村昌子（サンミュージック）[3]
- 構成：田中のぶ[3]
- ディレクター：神谷光徳（サンミュージック）[3]
- ミキサー：武田勝美[3]

## 放送時間・ネット局
1984年4月から
- 東海ラジオ：金曜 24:30 - 25:00 （1984年4月 - 1984年9月[9]）→ 日曜 23:00 - 23:30 （1984年10月 - 1985年10月[8]）
- 北海道放送：日曜 24:00 - 24:30 （1984年4月 - 1984年9月[9]）→ 日曜 23:00 - 23:30 （1984年10月 - 1985年3月[8]）→ 土曜 23:40 - 24:10 （1985年4月 - 1985年10月）

1984年10月から
- 東北放送：日曜 21:30 - 22:00 （1984年10月 - 1985年3月[8]）→ 月曜 21:30 - 22:00 （1985年4月 - 1985年10月）
- 新潟放送：日曜 22:00 - 22:30 （1984年10月 - 1985年10月[8]）

1985年4月から
- 青森放送：土曜 23:30 - 24:00
- 秋田放送：日曜 22:00 - 22:30
- 岩手放送：日曜 23:15 - 23:45
- 山形放送：日曜 22:00 - 22:30
- ラジオ福島：日曜 22:15 - 22:45
- 毎日放送：土曜 24:30 - 25:00
- 九州朝日放送：日曜 24:35 - 25:05

## 番組本
- ドキドキラジオ（構成担当者）・編「奈美子・有希子・小緒里のドキドキブック」（旺文社　1985年7月15日初版）